# Eduard Aellig
Eduard Aellig (ur. 11 stycznia 1948) – austriacki judoka. Olimpijczyk z Monachium 1972, gdzie zajął trzynaste miejsce w wadze półciężkiej.
Uczestnik mistrzostw świata w 1971 i 1975. Brązowy medalista mistrzostw Europy w drużynie w 1970. Drugi i trzeci na wojskowych MŚ w 1971 roku.

## Letnie Igrzyska Olimpijskie 1972
| Konkurencja | Eliminacje                | Eliminacje             | Klas. końcowa |
| Konkurencja | Przeciwnik I              | Przeciwnik II          | Miejsce       |
| ----------- | ------------------------- | ---------------------- | ------------- |
| 93 kg       | Roberto Solónzano (CRC) Z | Pavle Bajčetić (YUG) P | 13.           |